# 夢みる町
『夢みる町』（ゆめみるまち）は、東京都小金井市が市制施行60周年を記念し、2018年（平成30年）10月1日に制定した市歌である。
小金井市歌『光さす野辺』（ひかりさすのべ）と同日に制定。

## 解説
市歌としては珍しく、歌詞に「小金井」「小金井市」の地名が登場しない。一方で『光さす野辺』の歌詞には、市名の由来とされる国分寺崖線（はけ）の湧水を指す「黄金（こがね）の水」という言葉がある。